# Gaspare Cocozza di Montanara
Gaspare Cocozza Marchese di Montanara e Nobile di Nola (Nola, 26 dicembre 1843 – Caserta, 7 dicembre 1924) è stato un politico italiano.
Figlio del marchese Giuseppe Cocozza, sindaco di Nola e senatore, è stato a sua volta sindaco della stessa città.